# Ormyrus flavipes
Ormyrus flavipes är en stekelart som beskrevs av Boucek 1981. Ormyrus flavipes ingår i släktet Ormyrus och familjen kägelglanssteklar.
Artens utbredningsområde är:
- Thailand.
- Zimbabwe.

Inga underarter finns listade i Catalogue of Life.